# Понтестура
Понтестура (итал. Pontestura) — коммуна в Италии, располагается в регионе Пьемонт, в провинции Алессандрия.
Население составляет 1519 человек (2008 г.), плотность населения составляет 81 чел./км². Занимает площадь 19 км². Почтовый индекс — 15027. Телефонный код — 0142.
Покровительницей коммуны почитается святая Агата, празднование 5 февраля.

## Демография
Динамика населения:

## Администрация коммуны
- Официальный сайт: